# العزل العنصري في المدارس في الولايات المتحدة
للعزل العنصري في المدارس في الولايات المتحدة تاريخ طويل. في عام 1782، قاد الأمريكيون الأفارقة في بوسطن، بمن فيهم الأمير هول، حملة ضد عدم المساواة والتمييز في المدارس العامة في المدينة. قدموا عريضةً إلى المجلس التشريعي للولاية يحتجون فيها أن ضرائبهم كانت تدعم تعليم الطلاب البيض بينما لم تكن هناك مدارس عامة تفتح أبوابها لأبنائهم. في عام 1835، هاجم حشد مناهض للإبطالية في الولايات المتحدة أكاديمية نويس ودمرها، وهي مدرسة دمج في كانان، نيو هامشير، أسسها الإبطاليون في نيو إنجلاند. في عام 1849، قضت محكمة ماساتشوستس القضائية العليا بالسماح بوجود مدارس العزل بموجب دستور ماساتشوستس (قضية روبرتس مقابل مدينة بوسطن).
بدأ العزل بشكله القانوني في جنوب الولايات المتحدة مع إقرار قوانين جيم كرو في نهايات القرن التاسع عشر. كان ذلك تحت تأثير التمييز العنصري في شمال الولايات المتحدة، إلى جانب تاريخ العبودية في الولايات الجنوبية. كان لنماذج العزل السكني وقرارات المحكمة العليا في ما يتعلق بمحاولات إلغاء العزل العنصري في المدارس دورٌ أيضًا.
انخفض العزل العنصري في المدارس بسرعة خلال نهاية ستينيات القرن العشرين وبداية سبعينياته. يبدو أن العزل العنصري قد ازداد منذ عام 1990. التفاوت بين متوسط معدل الفقر في المدارس التي يرتادها البيض والمدارس التي يرتادها السود هو أهم عامل في فجوة التحصيل العلمي بين الطلاب السود والبيض. 

## العزل العنصري التاريخي
بدأ العزل العنصري الرسمي بين السود والبيض في الولايات المتحدة قبل وقت طويل من إقرار قوانين جيم كرو بعد انتهاء عصر إعادة الإعمار في عام 1877. أيد قرار المحكمة العليا للولايات المتحدة في قضية دريد سكوت مقابل ستانفورد رفض منح الجنسية للأمريكيين الأفارقة واعتبر أن أحفاد العبيد «أقل شأنًا لدرجة أنهم لا يملكون أي حقوق ينبغي على الرجل الأبيض احترامها».
بعد الحرب الأهلية الأمريكية وإعلان التحرير، أُقرّ في عام 1868 التعديل الرابع عشر القاضي بمنح «الحماية المتساوية بموجب القانون» ومُنحت الجنسية للأمريكيين الأفارقة. أصدر الكونغرس أيضًا قانون الحقوق المدنية لعام 1875، الذي يحظر التمييز العنصري في الأماكن العامة. لكن في عام 1883، ألغت المحكمة العليا قانون الحقوق المدنية لعام 1875، معتبرةً أن التمييز من قبل الأفراد أو الشركات الخاصة هو أمر دستوري.
شهد عصر إعادة الإعمار محاولاتٍ للدمج في الجنوب، لكن تبعها قوانين جيم كرو التي كانت قد أقرتها الهيئات التشريعية للولاية في الجنوب الغربي ووسط الغرب، فاصلةً السود والبيض من جميع جوانب الحياة العامة، بما في ذلك ارتياد المدارس العامة.
بينما كان يواجه الأمريكيون الأفارقة العزل القانوني في المجتمع المدني، كان المكسيكيون الذين يعيشون في الولايات الغربية الجنوبية غالبًا يعانون العزل الفعلي حتى في الأماكن التي لا توجد فيها قوانين صريحة تمنع دخولهم إلى المدارس أو المرافق العامة الأخرى. كان مؤيدو عزل الأمريكيين المكسيكيين غالبًا مسؤولين رسميين عملوا على مستوى المدارس المحلية ومدارس الولاية ودافعوا في معظم الأوقات عن إنشاء «مدارس مكسيكية» منفصلة ودعمها. في حالات أخرى، تحدت الجمعية الوطنية للنهوض بالملونين سياسات العزل في المؤسسات حيث كان الاستبعاد موجهًا فقط ضد الطلاب الأمريكيين الأفارقة، وحيث كان هناك مسبقًا وجود راسخ للأمريكيين المكسيكيين.
أُيدت دستورية قوانين جيم كرو في قرار المحكمة العليا في قضية بليسي مقابل فيرغسون (1896)، التي قضت فيها المحكمة بالسماح بتوفير مرافق منفصلة للسود والبيض شريطة أن تكون تلك المرافق بنفس الجودة. لم تنجح المحكمة لعقود في الطعن في حقيقة أن المرافق المنفصلة للسود والأقليات الأخرى كانت أقل جودة أو ناقصة التمويل بصورة مزمنة. أُلغي هذا القرار لاحقُا في عام 1954، حين أنهت المحكمة العليا التي حكمت في قضية براون مقابل مجلس التعليم العزل العنصري القانوني في الولايات المتحدة. قاوم الجنوب تنفيذ قرار المحكمة في العقود اللاحقة لقضية براون. لم تفعل الولايات والمناطق التعليمية الكثير للحد من العزل العنصري، وبقيت المدارس منفصلة تمامًا تقريبًا حتى عام 1968، وذلك بعد إقرار الكونغرس تشريعات الحقوق المدنية. وصلت محاولات إلغاء العزل العنصري ذروتها في ستينيات القرن العشرين وبداية سبعينياته، وهي فترة انتقل فيها الجنوب من العزل العنصري الكامل إلى كونه أكثر مناطق البلاد دمجًا.
تحدى أهالي الطلاب الأمريكيين الأفارقة والأمريكيين المكسيكيين العزل العنصري في المدارس بالتعاون مع منظمات الحقوق المدنية مثل الجمعية الوطنية للنهوض بالملونين، ورابطة المواطنين الأمريكيين اللاتينيين المتحدين، والاتحاد الأمريكي للحريات المدنية. تحدّت كلتا المجموعتين سياسات التمييز من خلال التقاضي في المحاكم، ونجحت بشكل متفاوت، وأحيانًا من خلال الطعن في تلك السياسات. حققوا في أغلب الأحيان نجاحات صغيرة. على السبيل، طعنت الجمعية الوطنية للنهوض بالملونين في العزل العنصري بين المدارس المهنية ومدارس الدراسات العليا لأنها كانت تعتقد أن إلغاء هذا العزل سيؤدي إلى أقل رد فعل ومعارضة من البيض.
جُربت طرائق متنوعة لإلغاء العزل العنصري في المدارس بما فيها نقل الطلاب.

## المدارس الدينية

### الكاثوليكية
في البداية، اتبعت المدارس الكاثوليكية في الجنوب عمومًا نمط العزل العنصري المُتبع في المدارس العامة، وأُجبرت في بعض الأحيان على القيام بذلك بموجب القانون. من ناحية ثانية، بدأت معظم الأبرشيات الكاثوليكية بالتقدم على المدارس العامة في تطبيق إلغاء العزل العنصري. في سانت لويس، طُبّق العزل العنصري في المدارس الكاثوليكية في عام 1947. في العاصمة واشنطن، طُبّق العزل العنصري في المدارس الكاثوليكية في عام 1948. طُبّق العزل العنصري في المدارس الكاثوليكية في تينيسي في عام 1954، وفي أتلانتا في عام 1962، وفي مسيسيبي في عام 1965، متقدمةً جميعها على أنظمة المدارس العامة.

### البروتستانتية
في نهايات خمسينيات القرن العشرين، حين أغلقت بعض الولايات (بما فيها ألاباما، وفرجينيا، ولويزيانا) مدارسها العامة احتجاجًا على الدمج، استغل جيري فارويل الفرصة لافتتاح «أكاديميات مسيحية» للطلاب البيض.